# Аксиньинская
Аксиньинская — деревня в Красноборском районе Архангельской области. Входит в состав Черевковского сельского поселения.

## География
Находится в юго-восточной части Архангельской области на расстоянии приблизительно 35 км на запад-северо-запад по прямой от административного центра района села Красноборск на левобережье реки Северная Двина.

## История
В 1859 году здесь (деревня Сольвычегодского уезда Вологодской губернии) было учтено 9 дворов.

## Население
Численность населения: 46 человек (1859 год), 13 (русские 92 %) в 2002 году, 13 в 2010.